# Jean-Baptiste André Ruault de La Bonnerie
Pour les articles homonymes, voir Ruault.
Jean-Baptiste André Isidore de Ruault de la Bonnerie, né le 4 février 1744 à Paris, mort le 13 avril 1817 à Gratz (Autriche), est un général de brigade de la Révolution française.

## États de service
Il entre en service le 19 avril 1760, comme enseigne, il passe lieutenant le 22 juillet 1761, et capitaine le 13 mars 1779. Il est fait chevalier de Saint-Louis en 1781. Il devient lieutenant-colonel le 9 avril 1786, au bataillon de chasseurs Cantabres, formée à Saint-Jean-Pied-de-Port
Il est nommé colonel le 21 octobre 1791, au 56e régiment d’infanterie de ligne. Il est promu maréchal de camp le 20 août 1792, et il commande Lille du 25 août au 13 septembre 1792, puis du 29 septembre au 7 octobre, pendant le siège de la ville par les Autrichiens. Le 26 novembre 1792, il devient chef d’état major de la division du général Miranda à l'armée du Nord. 
En février 1793, il assiste au siège de Maastricht, et il est blessé le 18 mars 1793, à la bataille de Neerwinden, où il commande l'une des colonnes de la gauche française sous Miranda. Après avoir pris Orsmael, sa colonne est enfoncée par l'artillerie de l'archiduc Charles et se disperse, entrainant la débandade de la colonne voisine menée par Champmorin.
Le 5 avril 1793, il fait partie des subordonnées de général Dumouriez qui le poussent à se retourner contre la Convention nationale. Lorsque le complot échoue, il émigre avec douze autres des généraux de l'entourage de Dumouriez puis reprend du service comme major-général dans les armées coalisées contre la France.
Il meurt le 13 avril 1817, à Gratz en Autriche.

## Sources
- (en) « Generals Who Served in the French Army during the Period 1789 - 1814: Eberle to Exelmans »
- Jean-Baptiste André Isidore de Ruault de la Bonnerie  sur roglo.eu
- (pl) « Napoléon.org.pl »
- Charles Théodore Beauvais et Vincent Parisot, Victoires, conquêtes, revers et guerres civiles des Français, depuis les Gaulois jusqu’en 1792, tome 26, C.L.F Panckoucke, janvier 1822, 414 p. (lire en ligne), p. 174.
- Alphonse de Beauchamp, Joseph Michaud, Henri Louis de Moret et Pierre François Giraud, Biographie moderne, ou Dictionnaire biographique, de tous les hommes morts et vivants qui ont marqué à la fin du 18e siècle, tome 4, Leipzig, Paul Besson, 1807, 1294 p. (lire en ligne), p. 229.